# Zenless Zone Zero
Zenless Zone Zero (спрощ.: 撅蛆零; піньїнь: Jué qū líng), в перекладі — «Абсолютно мертва зона») — безкоштовна самітна відеогра в жанрі рольового бойовика, розроблена та випущена китайською студією MiHoYo. Реліз гри відбувся 4 липня 2024 року для платформ Windows, iOS, Android та PlayStation 5.

## Ігролад
Zenless Zone Zero — це рольовий бойовик із елементами слешера та розв'язування головоломок. Гравець бере на себе роль Проксі (одного з двох головних героїв, Вайз (англ. Wise) або Бель (англ. Belle)) і може допомагати групі з трьох агентів виконувати завдання в альтернативних вимірах, які в грі називаються Порожнинами (англ. Hollow). З часом гравці можуть наймати нових агентів та покращувати їх здібності. Окрім агентів у грі можна наймати також невеликих роботів-помічників, які називаються бангабу (англ. Bangboo).
Основними режимами в грі є «режим бою» (де до трьох агентів та один бангабу борються із ворожими сутностями) та «режим телевізорів» (режим нагадує двовимірну roguelike гру із розв'язуванням різних головоломок). Проте гра не обмежується цими двома режимами та із кожним оновленням додає ще більше різних режимів, які пародують ігри інших жанрів.

### Сетинг
Дія гри відбувається в постапокаліптичному футуристичному всесвіті, де єдиним безпечним місцем залишається Нове Еріду (англ. New Eridu). Великі кишенькові виміри, які називають Порожнинами, з'являються в світі й поступово поглинають його, породжуючі ворожих монстрів — етеріалів (англ. Ethereals). Після падіння Еріду (також — Старе Еріду) група тих, хто вижив, заснували Нове Еріду як бастіон проти навали монстрів.

### Фракції
У грі присутні кілька фракцій, які задіяні в сюжеті й звідки можна наймати агентів.

#### Хитрі зайці
«Хитрі зайці» (англ. Cunning Hares) — це організація найманців, які спеціалізуються на особливих завданнях в Порожнинах. Саме зі знайомства із цією організацією розпочинається сюжет гри, а також саме звідси гравці отримують своїх перших агентів. Організацію заснувала Ніколь Демара під назвою «Gentle House», але через доволі сумнівний стиль ведення справ і через характер засновниці, група отримала свою основну назву — «Хитрі зайці». Через високі ціни та погані відгуки в організації склалася негативна репутація, яка часто призводить до фінансових проблем.
| Ім'я                    | Атрибут   | Стиль         | Короткий опис | Джерело           |
| ----------------------- | --------- | ------------- | --- | ----------------- |
| Енбі Демара             | Електрика | Знерухомлення | Спокійна та зібрана молода дівчина, яка надзвичайно компетентна та ефективна у бою з використанням електрифікованого меча, але має інші недоліки. Енбі намагається вдосконалити свої соціальні навички, імітуючи сцени з популярних фільмів, але безуспішно.                          | [ 6 ] [ 7 ] [ 8 ] |
| Білі Кід                | Фізичний  | Напад         | Стрілок-кіборг із напрочуд невимушеним і безтурботним характером. Суперфанат «Starlight Knights», який називає свої нестандартні револьвери своїми «дівчатами». | [ 6 ] [ 7 ] [ 8 ] |
| Некомія «Некомата» Мана | Фізичний  | Напад         | Пустотлива дівчина-кішка теріан, яка володіє подвійними клинками. Спочатку вона планувала знищити «Хитрих зайців» у Порожнинах за їх роль у вбивстві Сільвера, який був з нею в одній банді, але, побачивши, як вони намагаються врятувати її колишніх товаришів, приєдналася до них. | [ 6 ] [ 7 ]       |
| Ніколь Демара           | Етер      | Підтримка     | Засновниця «Хитрих зайців», яка намагається утримати свою групу на плаву фінансово. Вона володіє великою сумочкою, яка одночасно служить зброєю. | [ 6 ] [ 7 ] [ 8 ] |

#### Belobog Heavy Industries
«Belobog Heavy Industries» — компанія, що спеціалізується на будівництві в Порожнинах із використанням розумної будівельної техніки. Президеном компанії є Коляда Білобог, яка зайняла місце свого батька, Хора Білобога, після його зникнення. Через доступ до унікальних технологій, вони змогли завершити велику кількість важливих проектів, проте одна серйозна аварія затьмарила всі їх попередні досягнення.
| Ім'я           | Атрибут   | Стиль         | Короткий опис | Джерело                   |
| -------------- | --------- | ------------- | --- | ------------------------- |
| Антон Іванов   | Електрика | Напад         | Гострий на язик проектний менеджер компанії, який називає свою наручну дриль «бро». | [ 6 ] [ 7 ]               |
| Бен Біґер      | Вогонь    | Захист        | Антропоморфний бурий ведмідь теріан, який працює бухгалтером. Незважаючи на страшний вигляд, Бен рідко злиться поза боєм. Він вміє користуватися ручним ущільнювачем.                                                                                            | [ 6 ] [ 7 ]               |
| Ґрейс Говард   | Електрика | Аномалія      | Механік групи, її ентузіазм щодо всього механічного привів її до розробки та програмування різних важких машин для «Belobog Heavy Industries», які вона називає своїми «дітьми».                                                                                 | [ 6 ] [ 7 ] [ 10 ] [ 11 ] |
| Коляда Білобог | Вогонь    | Знерухомлення | Прийомна сестра Грейс і президент «Belobog Heavy Industries», яка володіє молотком і гайковим ключем. Вона звинувачує свого батька в тому, що він зник однієї ночі з сумкою, наповненою грошима, вважаючи, що він відповідальний за розкрадання коштів компанії. | [ 6 ] [ 7 ]               |

#### Victoria Housekeeping
«Victoria Housekeeping» — організація з домоведення та прибирання. Незважаючи на деякі нещасні випадки, спричинені «надмірною старанністю», у «Victoria Housekeeping» не бракує клієнтів. Адже команда надійних слуг, здатних прибрати і простору залу, і Порожнину, надзвичайно цінна. Окрім прибирання, організація спеціалізується з розшуку артефактів у Порожнинах.
| Ім'я                           | Атрибут   | Стиль         | Короткий опис | Джерело            |
| ------------------------------ | --------- | ------------- | --- | ------------------ |
| Александріна «Ріна» Себастьяна | Електрика | Підтримка     | Ніжна та делікатна головна покоївка, яку часто супроводжують дві ляльки-бангабу на ім'я Друзілла та Анастелла.                                                          | [ 6 ] [ 7 ] [ 10 ] |
| Корін Вікез                    | Фізичний  | Напад         | Боязка і тривожна покоївка, яка користується дуже великою пилою. | [ 6 ] [ 7 ]        |
| Елен Джо                       | Крига     | Напад         | Акула теріан, яка віддає перевагу спілкуванню з друзями, а не додатковій роботі чи клубним заняттям. Вона володіє величезним секатором.                                 | [ 6 ] [ 7 ]        |
| Фон Лікаон                     | Крига     | Знерухомлення | Антропоморфний білий вовк теріан, який виступає в ролі головного дворецького, використовуючи стиль бою на основі ударів, щоб вражати ворогів своїми механічними ногами. | [ 6 ] [ 7 ]        |

### Оцінки та відгуки
До випуску гри китайський веб-сайт відеоігор 17173 зазначив, що HoYoverse має значний досвід з розробки бойовиків, вважаючи Zenless Zone Zero поверненням до жанру та потенційним проривом для компанії. Вони вважали, що HoYoverse ще не зіткнувся зі значними конкурентами в категорії бойовиків і що Zenless Zone Zero може «стабілізувати та розширити ринок користувачів». 17173 також підкреслив сильний стилізований дизайн гри та модні візуальні елементи, зазначивши, що це наслідок значного досвіду HoYoverse в розробці бойовиків.
| Агрегатор  | Оцінка                 |
| ---------- | ---------------------- |
| Metacritic | PC: 76/100 PS5: 76/100 |
| OpenCritic | 67%                    |

| Видання                    | Оцінка |
| -------------------------- | ------ |
| Destructoid                | 8/10.0 |
| Eurogamer                  | 4 to 5 |
| GameSpot                   | 7/10   |
| IGN                        | 8/10   |
| PC Gamer (Велика Британія) | 55/100 |